# Stephen Lowe
Stephen Marmion Lowe (ur. 3 sierpnia 1962 w Hokitika) – nowozelandzki duchowny katolicki, biskup Auckland od 2022.

## Życiorys
Święcenia kapłańskie otrzymał 7 czerwca 1996 i został inkardynowany do diecezji Christchurch. Pracował przede wszystkim jako duszpasterz parafialny. W latach 2008–2014 kierował formacją kleryków seminarium w Auckland.
22 listopada 2014 papież Franciszek mianował go ordynariuszem diecezji Hamilton. Sakry udzielił mu 13 lutego 2015 jego poprzednik - biskup Denis Browne.
17 grudnia 2021 został mianowany biskupem ordynariuszem diecezji Auckland.